# Charles Hermann-Léon
Charles Hermann-Léon est un peintre français né le 23 juillet 1838 au Havre et mort le 31 décembre 1907 à Paris 2e. 

## Biographie
Élève de Philippe Rousseau (1816-1887), Charles Hermann-Léon débute au Salon de 1861. Il a essentiellement été un peintre animalier. Il est décoré de la Légion d'honneur en 1897.

## Œuvres
- Amiens, musée de Picardie : Chienne de Vendée.
- Elbeuf, musée d'Elbeuf : Vaches dans un champ.
- Le Havre, musée d'Art moderne André-Malraux : Au loup.
- Rouen, musée des Beaux-Arts : Chiens couplés venant boire.